# Bathypterois dubius
L'ala filosa (Bathypterois dubius) è un pesce abissale della famiglia Ipnopidae.

## Distribuzione e habitat
Si incontra nel mar Mediterraneo, di cui è endemica. Nei mari italiani è noto nell'Arcipelago Toscano e nel mar Jonio ma non è comune, ma forse solo a causa dell'inaccessibilità dei fondali che frequenta.

È presente almeno fino a 2800 metri di profondità.

## Descrizione
Questo pesce ha un aspetto piuttosto caratteristico. Il corpo è allungato e fusiforme, più compresso lateralmente nella parte posteriore. La bocca è grande ed armata di piccoli denti. Gli occhi sono minuscoli. La pinna anale è impiantata subito sotto la fine della pinna dorsale. Le pinne pettorali sono costituite da due porzioni, quella inferiore ha raggi molto corti mentre quella superiore è costituita da due soli raggi molto allungati, rigidi e fusi per circa due terzi della loro lunghezza. Anche le pinne ventrali presentano alcuni raggi allungati e rigidi. Le squame sono grandi e ben visibili.

Il colore dell'animale è blu molto scuro; dopo la morte assume una tinta nera. 

Misura circa 20 cm di lunghezza massima.

## Alimentazione
Si ciba di invertebrati bentonici.

## Biologia
Le abitudini ed il modo di vita di questa specie sono quasi completamente ignoti. Si crede che questo pesce si appoggi sul fondale fangoso senza affondarvi utilizzando i raggi allungati delle pinne ventrali e pettorali come un treppiede. Questo comportamento è noto con certezza per la specie Bathypterois grallator, occasionale nel Mediterraneo.

## Specie affini
Bathypterois mediterraneus è un vecchio nome per gli esemplari mediterranei di questa specie, oggi considerato sinonimo di B. dubius.